# Zoraida flavocostata
Zoraida flavocostata är en insektsart som beskrevs av William Lucas Distant 1914. Zoraida flavocostata ingår i släktet Zoraida och familjen Derbidae. Inga underarter finns listade i Catalogue of Life.